# AC Alavarium
Le AC Alavarium (de son nom complet Alavarium - Andebol Clube de Aveiro en portugais) est un club portugais de handball basé à Aveiro.

## Palmarès
section féminine
- champion du Portugal en 2013 et 2014